# Viktoria Modl
Viktoria Anna Modl, geborene Belling, (* 16. Mai 1872 in Breslau; † 7. September 1942 in Wien) war eine Regisseurin.

## Leben
Viktoria Belling war die Tochter von Tom Belling (1843–1900), der die Figur des Dummen August kreiert hatte und lange Jahre im Zirkus Renz aufgetreten war. Sie betätigte sich anfänglich wie ihre Brüder Gobert, Tom jun. und Clemens, sowie ihre Schwester Ella im Zirkus als Reiterin, Seiltänzerin, Jongleuse und Trapezkünstlerin. Frank Wedekind, der sie im Zirkus Herzog in Zürich gesehen hatte, verewigte sie in einigen Gedichten. Die beiden Schwestern sollen auch die Vorbilder für Luisa und Radina in carl Hauptmanns „Tobias Bundschuh“ sein. 1889 kam sie zum ersten Mal nach Wien und gastierte im Varieté Ronacher und lernte bei dieser Gelegenheit den Volkssänger und Komiker Josef Modl (1860–1915) kennen, den sie 1894 ehelichte. Ab 1904 führte sie während der Sommermonate mit ihrem Mann das Karlsbader Orpheum. Die beiden machten aus dem im Niedergang befindlichen Etablissement ein international angesehenes Unternehmen. Nach dem Tod ihres Mannes legte sie die Direktion zurück und arbeitete in verschiedensten Berufen einige Jahre in den USA. 1930 kehrte sie wieder nach Österreich zurück.
Sie starb am 7. September 1942 in Wien und wurde auf dem Evangelischen Friedhof Wien-Simmering (III,95) beigesetzt.